# Siegfried van Anhalt
Siegfried van Anhalt (1132 - 24 oktober 1184) was een jongere zoon van Albrecht de Beer en van Sophia van Winzenberg. Hij werd in 1173 bisschop van Brandenburg en wilde aartsbisschop van Bremen worden maar hij slaagde daar pas in 1180 in na de val van Hendrik de Leeuw. Als lid van het huis der Ascaniërs verdedigde hij steeds hun belangen en steunde zijn broers waar nodig.